# 臭棘豆
臭棘豆（学名：Oxytropis chiliophylla）为豆科棘豆属下的一个种。